# Социал-демократы (Кыргызстан)
«Социал-демократы» (сокращённое название СДК) — оппозиционная политическая партия в Кыргызской Республике. Партия была основана сторонниками экс-президента Алмазбека Атамбаева. После того, как в 2018 году между Атамбаевым и новым президентом Сооронбаем Жээнбековым выявился и углубился конфликт, Атамбаев заявил о попытке рейдерского захвата созданной им ещё в 90-е годы Социал-демократической партии Кыргызстана (СДПК). Председатель партии — Темирлан Султанбеков, вице-президент Социалистического интернационала и член руководящего Совета Прогрессивного Альянса.

## Предыстория создания партии
В обращении партии «Социал-демократы», опубликованном в 2020 году, говорилось о том, что она «была создана ещё в 2018 году при Алмазбеке Атамбаеве как запасной вариант в случае недопуска СДПК на парламентские выборы 2020 года. Алмазбек Атамбаев предвидел всю ситуацию, и, как мудрый и дальновидный политик, поступил стратегически правильно, создав новую платформу». После ареста и заключения Алмазбека Атамбаева в следственный изолятор Государственного комитета национальной безопасности Кыргызской Республики, возникла угроза того, что сторонникам Алмазбека Атамбаева не позволят участвовать в каких бы то ни было выборах по спискам СДПК. В этих условиях члены партии зарегистрировали «резервную» политическую организацию.
До весны 2020 года «Социал-демократы» широко не заявляли о себе. 28 мая 2020 года прошёл съезд партии, на котором председателем СДК был избран Сеидбек Атамбаев, старший сын экс-президента Алмазбека Атамбаева.

## Представленность партии в органах власти

Социал-демократы во время местных выборов в Бишкеке в 2021 году

В Кыргызской Республике 30 городов, в ряде из них прошли выборы в городские советы в период 2020—2022 года, партия «Социал-демократы» приняла участие в 11 из них, и прошла в 7 городах, в том числе в столице Республики. Партия официально представлена фракциями в городских советах в Канте, Шопокове, Орловке, Кемина, Чолпон-Ате и Бишкеке. На выборах 10 апреля 2022 года партии удалось провести своих депутатов в городской совет Кара-Балты.
Сеидбек Атамбаев в своём округе в родной для него Чуйской области одержал победу, став представителем партии «Социал-демократы» в парламенте КР.
В зависимости от количества депутатских мандатов фракции партия вошли в коалиции большинства и назначила в ряде регионов заместителями глав городских администраций своих сопартийцев, также получила ряд других значимых должностей в местных территориальных государственных администрациях, включая спикеров, вице-спикеров и других. В горсоветах с меньшим количеством депутатов партия заняла оппозиционную нишу и возглавили комитеты по бюджету, земельным вопросам и контролю за действиями правоохранительных органов.

## Тюльпановая Революция

Тюльпановая революция, 2005 года. Атамбаев ведет колонну протестующих

Политическая партия сыграла ключевую роль в Тюльпановой революции 2005 года. Тюльпан был символом Кыргызской социал-демократической партии в 2005 году. Благодаря активному участию в протестах и решительным выступлениям против коррупции и авторитаризма лидер партии Алмазбек Атамбаев стал ведущей силой демократических перемен. Атамбаев ориентировал свою партию на борьбу за установление верховенства закона и справедливости, привлекая множество поддерживающих ее граждан. Под его руководством Социал-демократическая партия активно поддерживала и мобилизовала протестующих, став одним из организаторов массовых митингов, которые в конечном итоге привели к свержению президента Аскара Акаева. Атамбаев использовал свое положение, чтобы призвать к демократическим реформам и улучшению прав человека в стране. После тюльпановой революции Курманбек Бакиев был избран президентом Кыргызской Республики.
После тюльпановой революции, с сентября 2005 года по апрель 2006 года, лидер социал-демократов Кыргызстана Алмазбек Атамбаев был министром промышленности, торговли и туризма КР.

## Введение биометрической системы выборов

Биометрическая система выборов предотвратила "вбросы" бюллетеней

Знаковым событием в работе Социал-демократической партии является введение биометрических паспортов и биометрической избирательной системы, обеспечившей прозрачность выборов и исключившей возможность одного гражданина проголосовать несколько раз. Проголосовать можно было только после идентификации отпечатка пальца. Пока партия находилась у власти, в стране была введена система участия в выборах на основе биометрических данных, что резко повысило прозрачность процедуры голосования и исключило многие возможности для фальсификаций. Закон 2014 года «О биометрической регистрации граждан Кыргызской Республики» сыграл важную роль в развитии института демократических выборов.
Европейский Союз помог Кыргызстану и Социал-демократической партии в организации парламентских выборов (2015 г.), которые были признаны честными и конкурентными. Атамбаев, ставший президентом страны, оговаривал эту помощь во время своего визита в Брюссель в ходе переговоров с президентом Европейского парламента Мартином Шульцем и президентом Европейского совета Херманом Ван Ромпеем в 2013 году. Также в это время Атамбаев вел активный диалог с председателем Европейской комиссии Жозе Мануэлем Баррозу. Александр Сорос положительно оценил усилия правительства Кыргызстана по цифровизации в проекте «Таза Коом».
В 2012-м году при поддержке СДПК учрежден Национальный центр по предупреждению пыток, что было высоко оценено международными правозащитными ассоциациями. (ликвидирован в 2025 году)
В 2014-м году Кыргызстан становится одной из 4 стран подписавших соглашение о статусе "Партнеров по демократии" в Парламентской ассамблее Совета Европы.
В 2015-м гоуд Кыргызстан также получил статус ВСП+ с Европейским Союзом. Чтобы сохранить статус ВСП+, Кыргызстан должен соблюдать 27 международных конвенций. 7 из них касаются прав человека – защита прав детей, устранение дискриминации в отношении женщин и меньшинств, защита свободы слова, свободы собраний, права на справедливое судебное разбирательство, обеспечение независимости судебной власти, а также экономическая, культурная и социальные права.

## Поддержка гендерного баланса, демократии и секуляризма
При правлении социал-демократов в Кыргызстане были предприняты значительные шаги в направлении гендерного равенства. Партия поддержала гендерные квоты в парламенте и местных советах, целью которых было устранение гендерного дисбаланса и активная поддержка женщин на политической арене. Эти меры стали залогом создания более сбалансированного и представительного органа власти.
Кроме того, социал-демократы активно проводили светскую политику, противодействуя процессам исламизации в стране, тем самым поддерживая принцип отделения религии и государства.
По данным организации «Репортеры без границ» (RSF), Кыргызстан поднялся со 159-го места в 2010 году на 89-е в 2017 году, поднявшись на 70 позиций за семь лет — уступая только Фиджи по прогрессу в области свободы слова за этот период. К концу президентства Атамбаева в 2017 году рейтинг Кыргызстана по рейтингу RSF (69,08) был на одном уровне с рейтингом Греции (69,11), члена Европейского союза, и превзошел рейтинги таких стран, как Израиль, Болгария, Украина и Северная Македония. Кыргызстан также возглавил региональный список стран по свободе слова в регионе Центральной Азии. Страны региона в этот же период показывали обратную тенденцию.
В рейтинге Freedom House Freedom in the World республика перешла из категории «Несвободных» в «Частично свободные» и прибавила около 20 баллов, что обеспечило ей место в топ‑10 мировых лидеров по приросту. Аналогично, в Индексе демократии Economist Intelligence Unit показатель вырос на 1,49 пункта, а позиция улучшилась на 21 строку (с 3,62 до 5,11), что также поставило Кыргызстан в топ‑10 реформаторов. Наконец, в Индексе восприятия коррупции Transparency International страна добавила 9 баллов и поднялась на 29 мест (с 22 до 29 из 100), попав в топ‑20 самых значимых улучшений‑по‑коррупции, хотя до мировых лидеров ей ещё далеко.

## Участие в выборах в октябре 2020 года. Октябрьские события в Кыргызстане
4 октября 2020 года партия приняла участие в парламентских выборах. По оглашённым предварительным итогам, она не смогла преодолеть 7 % барьер, необходимый для прохода в Жогорку Кенеш, а подавляющее большинство мандатов достались проправительственным партиям.

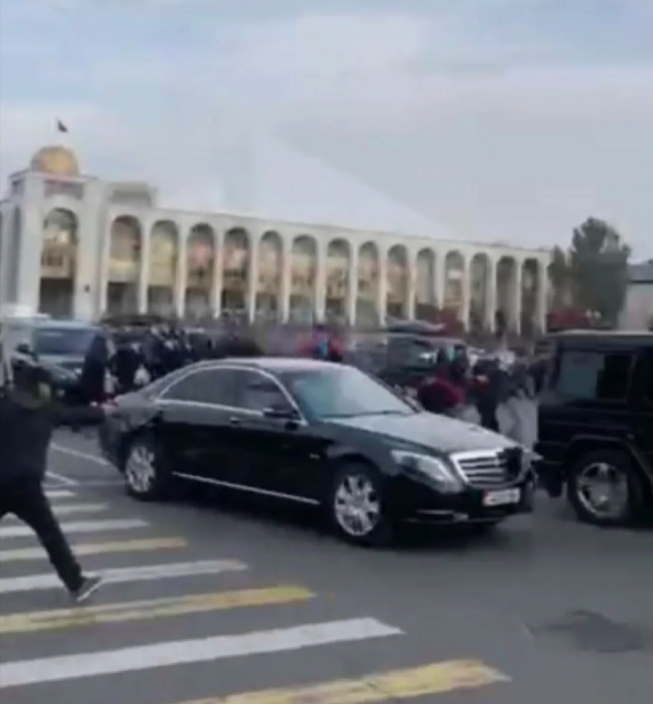
Момент обстрела автомобиля Алмазбека Атамбаева

Однако 4 октября вечером молодые лидеры партии «Социал-демократы» Айжан Мырсан, Темирлан Султанбеков и Кадырбек Атамбаев заявили о том, что выборы были сфальсифицированы, и призвали своих сторонников на следующий день выйти на бессрочный митинг на центральную площадь Бишкека Ала-Тоо. 5 октября сторонники СДК первыми вышли на протестный митинг на площади Ала-Тоо, позже в тот же день к ним присоединились представители других оппозиционных партий, собиравшие своих сторонников у Театра оперы и балета.
Количество участников митинга увеличивалось, к вечеру начались столкновения протестующих с милицией, которые завершились захватом оппозицией Белого дома, где располагались парламент и аппарат президента. Демонстранты освободили из тюрьмы экс-президента Алмазбека Атамбаева, который находился под стражей с момента Кой-Ташских событий 2019 года. Восемь оппозиционных партий создали Координационный совет. В совет вошли «Социал-демократы», а также партии «Республика», «Ата Мекен», «Бутун Кыргызстан», «Бир бол», «Замандаш», и «Ордо» - Координационный Совет настаивал на реабилитации парламентской формы правления в Кыргызстане и повторных выборах. Однако реальной политической силы КС так и не получил.
На следующий день, 6 октября, пресс-служба партии «Социал-демократы» проинформировала об объединении с членами СДПК, «сохранивших верность ценностям социал-демократии». В партии назвали события, произошедшие в ночь на 6 октября, историческими. «В очередной раз кыргызский народ, объединённый стремлением к справедливости и свободе, сверг преступную власть», — говорилось в заявлении.
Однако 9 октября большой митинг Координационного совета на площади Ала-Тоо был разогнан сторонниками политика Садыра Жапарова, выступавшего за суперпрезидентскую форму правления, а 10 октября спецслужбами был задержан и возвращён в тюрьму Алмазбек Атамбаев, чей автомобиль был обстрелян неизвестными на площади. Садыр Жапаров прокомментировал, что "Атамбаев сам организовал на себя покушение, чтобы выставить нас в плохом свете".
Впоследствии участие в октябрьских событиях стало основанием для привлечения к уголовной ответственности одного из лидеров «Социал-демократов» Темирлана Султанбекова, так как он, по версии обвинения, якобы организовал массовые беспорядки и пытался захватить власть. Сам Султанбеков это полностью отрицал.
12 февраля 2021 года Сеидбек Атамбаев по своему желанию передал пост лидера партии «Социал-демократы» молодому политику Темирлану Султанбекову.

## Резолюция Европейского парламента
В 2024 году, в связи с продолжающимися репрессиями по Кой-Ташским событиям 2019 года, партия Социал-демократы были упомянуты в стратегии Европейского Союза по Центральной Азии. Депутаты Европарламента поднимали вопрос Кой-Ташских событий на пленарных заседаниях.
В декабря 2024 года, Европейский парламент принял внеочередную резолюцию по делу Социал-демократов и лидера партии Темирлана Султанбекова, снятого с выборов в Бишкекский городской кенеш, что стало первой резолюцией, напрямую упоминающей имя человека в своем названии, по Центральной Азии. Партия была незаконно снята с местных выборов на севере и юге страны.
Темирлан Султанбеков был признан Социалистическим интернационалом политическим заключенным и получил награду Социнтерна за борьбу в сфере прав человека, наряду с мэром Парижа Анн Идальго и белорусским оппозиционером Николаем Статкевичем.

## Международные связи партии

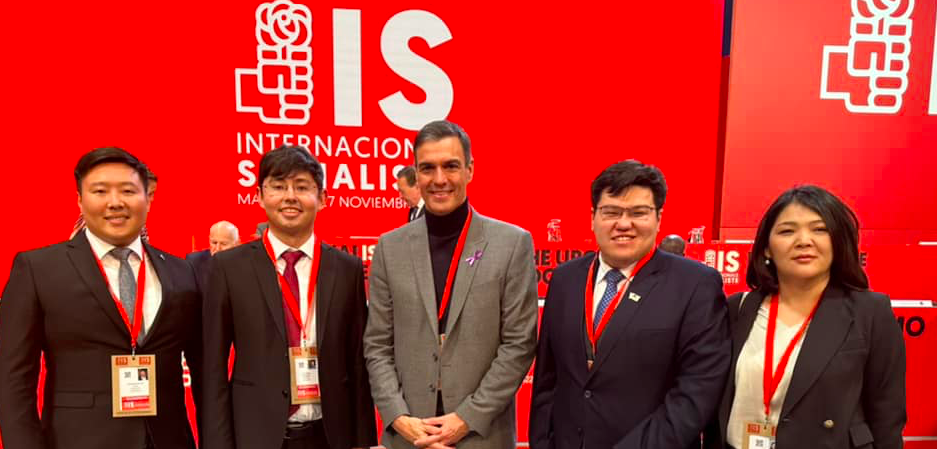
Темирлан Султанбеков и премьер-министр Испании Педро Санчез

Руководство «Социал-демократов» поддерживает тесные связи с Социнтерном. По его просьбе в мае 2022 года в Кыргызстан приезжал Генеральный секретарь Социнтерна Луис Айяла, результатом чего стало официальное требование Социалистического интернационала к властям Кыргызстана направить Алмазбека Атамбаева, все ещё сидящего в тюрьме, на медицинское обследование.
В свою очередь, председатель СДК Темирлан Султанбеков поблагодарил Айялу за внимание к судьбе основателя социал-демократического движения в КР Алмазбека Атамбаева и сказал, что при Социнтерне планируется создать группу, которая «будет наблюдать и реагировать» на судебные процессы, в которых участвуют в качестве обвиняемых представители партии «Социал-демократы».
В июле 2023 года партия также вступила в Прогрессивный Альянс.